# Стів Шатт
Стів Шатт (англ. Steve Shutt, нар. 1 липня 1952, Вілловдейл, Онтаріо) — колишній канадський хокеїст, що грав на позиції крайнього нападника.
Член Зали слави хокею з 1993 року. Володар Кубка Стенлі. Провів понад тисячу матчів у Національній хокейній лізі. 

## Ігрова кар'єра
Хокейну кар'єру розпочав 1968 року.
1972 року був обраний на драфті НХЛ під 4-м загальним номером командою «Монреаль Канадієнс». Загалом провів 1029 матчів у НХЛ, включаючи 99 ігор плей-оф Кубка Стенлі.
Протягом професійної клубної ігрової кар'єри, що тривала 14 років, захищав кольори команд «Монреаль Канадієнс» та «Лос-Анджелес Кінгс».

## Нагороди та досягнення
- Володар Кубка Стенлі — 1973, 1976, 1977, 1978, 1979
- Перша збірна усіх зірок НХЛ — 1977
- Друга збірна усіх зірок НХЛ — 1978, 1980
- Учасник Кубка виклику 1979

## Статистика
| Сезон        | Клуб                    | Ліга         | Регулярна першість | Регулярна першість | Регулярна першість | Регулярна першість | Регулярна першість | Плей-оф | Плей-оф | Плей-оф | Плей-оф | Плей-оф |
| Сезон        | Клуб                    | Ліга         | І                  | Г                  | П                  | О                  | ШХ                 | І       | Г       | П       | О       | ШХ      |
| ------------ | ----------------------- | ------------ | ------------------ | ------------------ | ------------------ | ------------------ | ------------------ | ------- | ------- | ------- | ------- | ------- |
| 1968–69      | Норт-Йорк Рейнджерс     | MetJHL       | 17                 | 10                 | 17                 | 27                 | —                  | —       | —       | —       | —       | —       |
| 1968–69      | Торонто Мальборос       | ОХА-Jr.      | —                  | —                  | —                  | —                  | —                  | 5       | 1       | 3       | 4       | 2       |
| 1969–70      | Торонто Мальборос       | ОХЛ          | 49                 | 11                 | 14                 | 25                 | 93                 | 18      | 10      | 9       | 19      | 13      |
| 1970–71      | Торонто Мальборос       | ОХЛ          | 62                 | 70                 | 53                 | 123                | 85                 | 13      | 11      | 11      | 22      | 20      |
| 1971–72      | Торонто Мальборос       | ОХЛ          | 58                 | 63                 | 49                 | 112                | 60                 | 10      | 8       | 6       | 14      | 12      |
| 1972–73      | Нова Шотландія Вояджерс | АХЛ          | 6                  | 4                  | 1                  | 5                  | 2                  | —       | —       | —       | —       | —       |
| 1972–73      | «Монреаль Канадієнс»    | НХЛ          | 50                 | 8                  | 8                  | 16                 | 24                 | 1       | 0       | 0       | 0       | 0       |
| 1973–74      | «Монреаль Канадієнс»    | НХЛ          | 70                 | 15                 | 20                 | 35                 | 17                 | 6       | 5       | 3       | 8       | 9       |
| 1974–75      | «Монреаль Канадієнс»    | НХЛ          | 77                 | 30                 | 35                 | 65                 | 40                 | 9       | 1       | 6       | 7       | 4       |
| 1975–76      | «Монреаль Канадієнс»    | НХЛ          | 80                 | 45                 | 34                 | 79                 | 47                 | 13      | 7       | 8       | 15      | 2       |
| 1976–77      | «Монреаль Канадієнс»    | НХЛ          | 80                 | 60                 | 45                 | 105                | 28                 | 14      | 8       | 10      | 18      | 2       |
| 1977–78      | «Монреаль Канадієнс»    | НХЛ          | 80                 | 49                 | 37                 | 86                 | 24                 | 15      | 9       | 8       | 17      | 20      |
| 1978–79      | «Монреаль Канадієнс»    | НХЛ          | 72                 | 37                 | 40                 | 77                 | 31                 | 11      | 4       | 7       | 11      | 6       |
| 1979–80      | «Монреаль Канадієнс»    | НХЛ          | 77                 | 47                 | 42                 | 89                 | 34                 | 10      | 6       | 3       | 9       | 6       |
| 1980–81      | «Монреаль Канадієнс»    | НХЛ          | 77                 | 35                 | 38                 | 73                 | 51                 | 3       | 2       | 1       | 3       | 4       |
| 1981–82      | «Монреаль Канадієнс»    | НХЛ          | 78                 | 31                 | 24                 | 55                 | 40                 | —       | —       | —       | —       | —       |
| 1982–83      | «Монреаль Канадієнс»    | НХЛ          | 78                 | 35                 | 22                 | 57                 | 26                 | 3       | 1       | 0       | 1       | 0       |
| 1983–84      | «Монреаль Канадієнс»    | НХЛ          | 63                 | 14                 | 23                 | 37                 | 29                 | 11      | 7       | 2       | 9       | 8       |
| 1984–85      | «Монреаль Канадієнс»    | НХЛ          | 10                 | 2                  | 0                  | 2                  | 9                  | —       | —       | —       | —       | —       |
| 1984–85      | «Лос-Анджелес Кінгс»    | НХЛ          | 59                 | 16                 | 25                 | 41                 | 10                 | 3       | 0       | 0       | 0       | 4       |
| Усього в НХЛ | Усього в НХЛ            | Усього в НХЛ | 930                | 424                | 393                | 817                | 410                | 99      | 50      | 48      | 98      | 65      |